# Frittelle

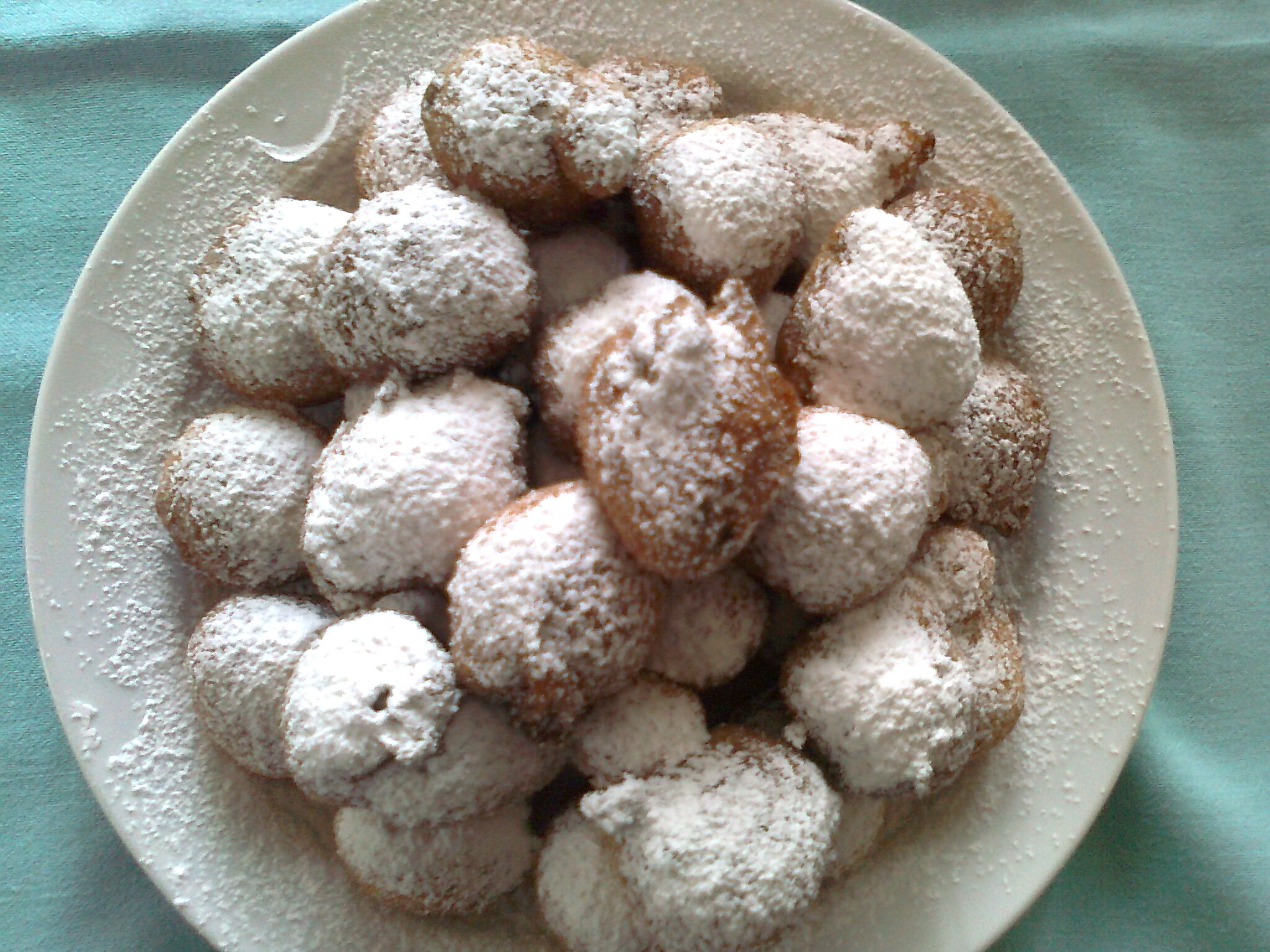
Fritelle di carnevale

Frittelle ou fritole são roscas venezianas servidas somente durante o Carnaval. Semelhantes aos bomboloni, elas são redondas, usam levedura e passam por fritura. As frittelle são servidas de várias formas, incluindo as Fritelle Veneziane, que não são recheadas e têm pinhões e passas misturadas à massa; bem como várias versões recheadas. Os recheios incluem creme, zabaione, e, ocasionalmente, recheios menos comuns, tais como creme de maçã ou de chocolate.

Na cidade de Molfetta localizada em Bari, província de Puglia,, frittelle (às vezes soletrado frittelli) são usados como um outro nome para o panzerotti.